# Alija Alijagić
Alija Alijagić, bosanski komunist in revolucionar, * 20. november 1895, Bijeljina, † 8. marec 1922, Zagreb. 

## Življenje in delo
Rodil se je v rodbini osiromašenih bosanskih begov. Po končani osnovni šoli se je leta 1912 v rojstnem mestu izučil za mizarja, ter se star šestnajst let pridružil sindikalnemu gibanju. V začetku leta 1916 je bil vpoklican v vojsko. Vojaški rok je služil v Mostarju. Po končani vojni se je kot mizar zaposlil v Bijeljini, ter leta 1919 postal član Komunistične partije Jugoslavije. Junija 1921 se je pridružil teroristični organizaciji Crvena pravda (Rdeča pravica). V Delnicah je 21. junija 1921 napravil atentat na notranjega ministra Kraljevine Srbov, Hrvatov in Slovencev Milorada Draškovića, avtorja Obznane, ter bil pri tem ranjen in ujet. Sodišče v Zagrebu ga je obsodilo na smrt. Klub protestnim akcijam komunistov in napredne javnosti so ga 8. marca 1922 na dvorišču sodišča obesili.